# Luigi Di Pasquale
Luigi Di Pasquale (Udine, 12 giugno 1919 – ...) è stato un calciatore italiano, di ruolo centrocampista.

## Carriera
Interno e mezzala cresciuto nell'Udinese, passato alla Roma collezionò 2 gol in 8 presenze nella stagione del primo scudetto della stagione 1941-1942. Con i giallorossi in totale giocò per quattro stagioni, poi il ritorno a Udine, in Friuli.

## Palmarès
- Campionato italiano: 1

Roma: 1941-1942